# Faulbach

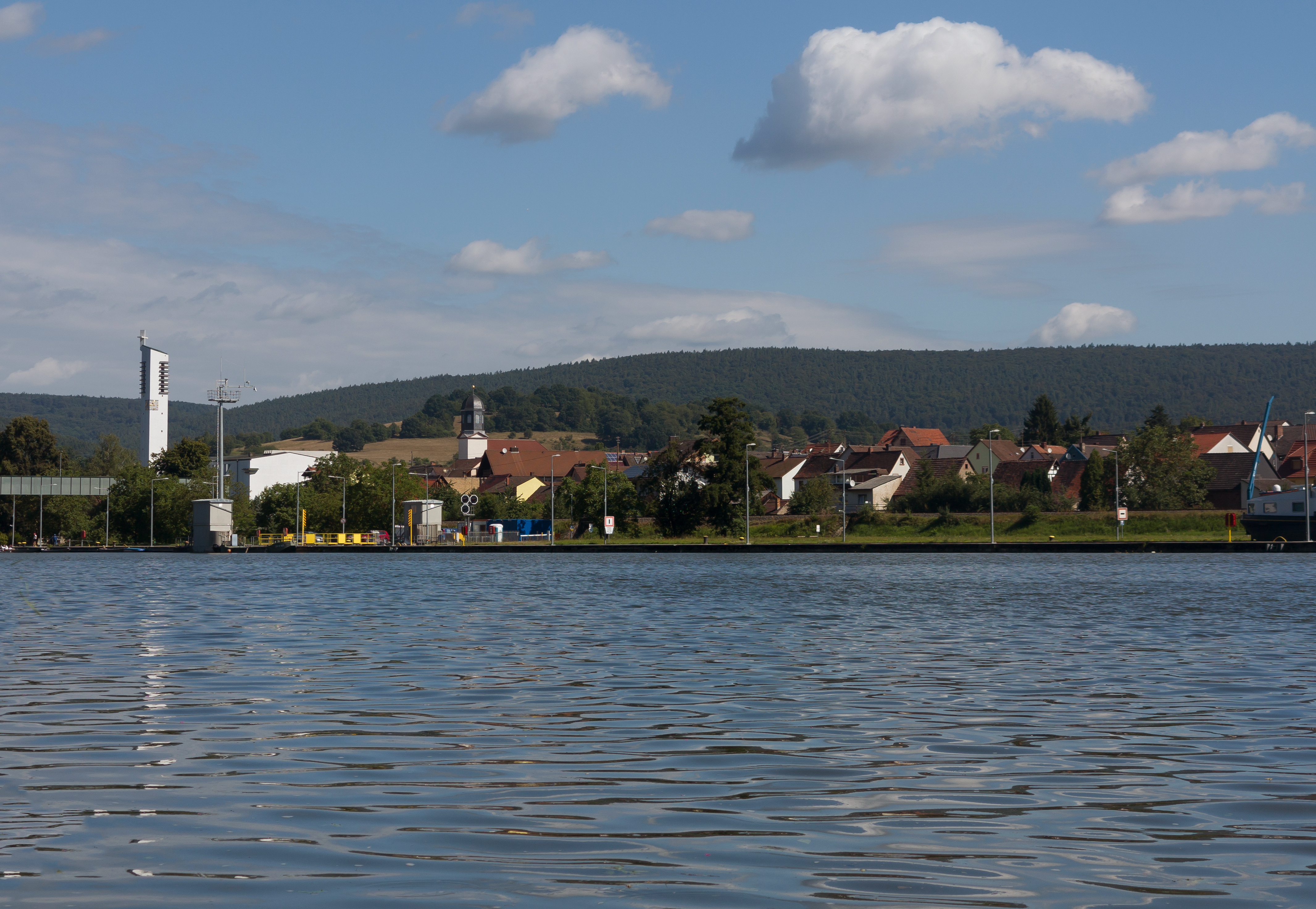
Faulbach, Blick auf das Dorf

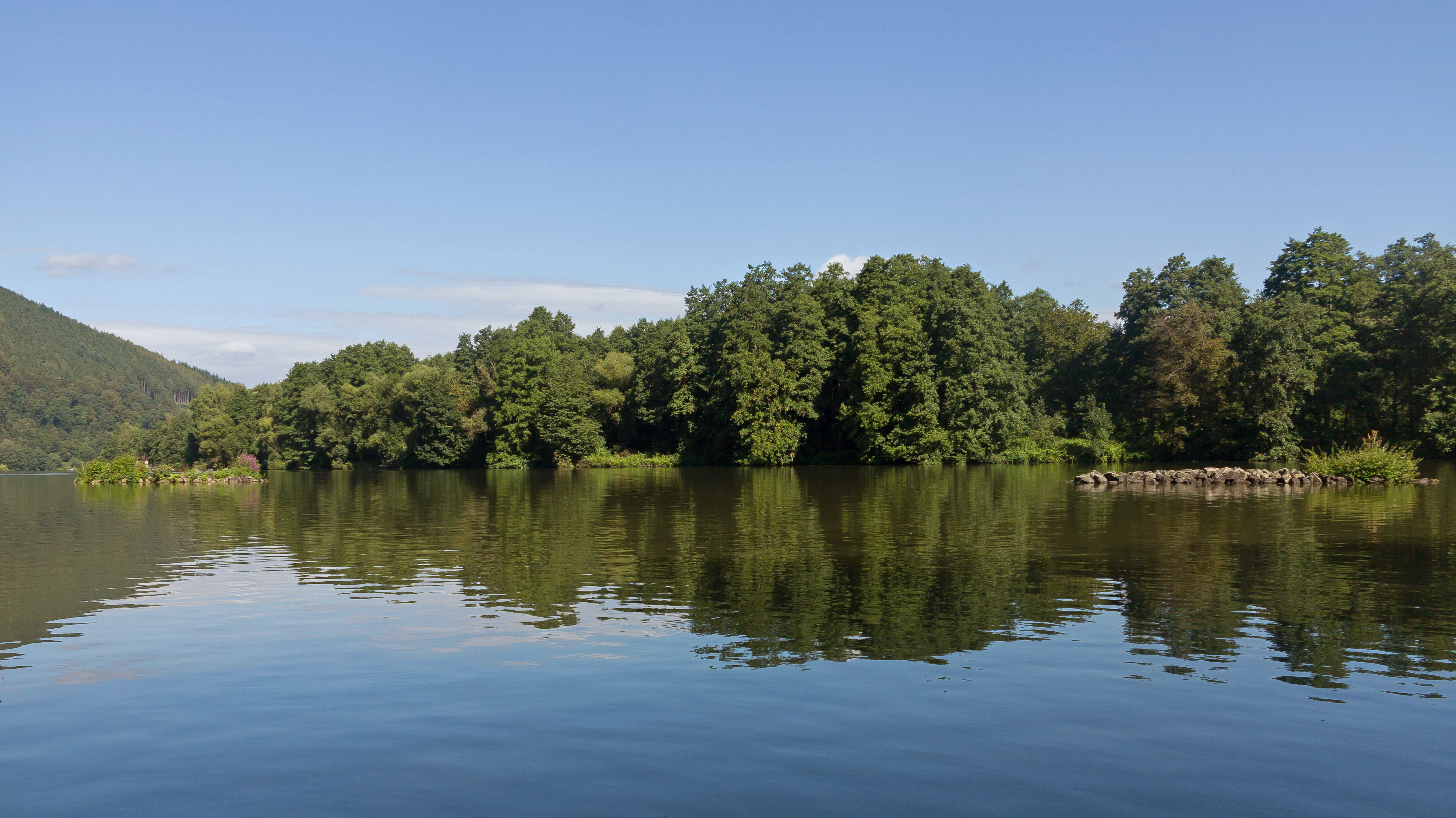
Zwischen Faulbach und Hasloch, Blick auf den Main

Faulbach ist eine Gemeinde im unterfränkischen Landkreis Miltenberg.

## Geografie

### Geografische Lage
Der Hauptort Faulbach liegt in der Region Bayerischer Untermain und ist Teil des Naturparks Bayerischer Spessart. Der topographisch höchste Punkt der Gemeinde befindet sich mit 405 m ü. NHN (Lage) am Osthang des Hohen Berges, der niedrigste liegt im Main auf 129 m ü. NHN (Lage). Durch Faulbach führt der Fränkische Marienweg.

### Gemeindegliederung
Es gibt drei Gemeindeteile (in Klammern jeweils der Siedlungstyp):
- Breitenbrunn (Kirchdorf)
- Faulbach (Pfarrdorf)
- Gußhof (Weiler)

Es gibt die Gemarkungen Breitenbrunn und Faulbach.

### Nachbargemeinden
|                      | Gemeinde Altenbuch                          |                  |
| Stadt Stadtprozelten | Kompassrose, die auf Nachbargemeinden zeigt | Gemeinde Hasloch |
|                      | Stadt Wertheim                              |                  |

## Name

### Etymologie
Der Ortsname stammt vom gleichnamigen Faulbach ab, der dem Main im Gemeindegebiet zufließt.

### Frühere Schreibweisen
Frühere Schreibweisen des Ortes aus diversen historischen Karten und Urkunden:
| - 1248 Fulinbach - 1283 Fulenbach - 1319 Vulenbach - 1329 Faulnpach | - 1379 Fulnbach - 1444 Fawlnbach - 1594 Faülbach - 1625 Faulbach |

## Geschichte

### Bis zur Gemeindegründung
Bis zum Ende des Alten Reiches lag  Faulbach auf dem Verwaltungsgebiet der Amtsvogtei Prodzelten im Oberstift des Erzstifts Mainz. Mit der Amtsvogtei Prodzelten wurde Faulbach 1803 im Reichsdeputationshauptschluss  zugunsten des Fürstentums Aschaffenburg des Fürstprimas von Dalberg säkularisiert.
Ab 1810 lag Faulbach als Mairie in der Districtsmairie Stadt Prodselten des Departements Aschaffenburg des Großherzogtums Frankfurt. 1812 hatte Faulbach 120 Feuerstellen und 789 Einwohner. Maire wie auch Land- und Guldenzöllner war Joseph Krebs, sein Adjunkt hieß Michael Grehn. Pfarrer in Faulbach war damals Franz Anton Ühlein.
Mit dem Departement Aschaffenburg fiel Faulbach 1814 an die Krone Bayern. Im Zuge der Verwaltungsreformen in Bayern entstand mit dem Gemeindeedikt von 1818 die heutige Gemeinde.

### Verwaltungsgeschichte
Im Jahr 1839 lag Faulbach im Landgerichtsbezirk Klingenberg. Im Jahre 1862 wurde das Bezirksamt Marktheidenfeld gebildet, auf dessen Verwaltungsgebiet Faulbach fortan lag. 1939 wurde wie überall im Deutschen Reich die Bezeichnung Landkreis eingeführt. Faulbach war nun eine der 47 Gemeinden im Landkreis Marktheidenfeld. Mit der Auflösung des Landkreises Marktheidenfeld kam Faulbach am 1. Juli 1972 in den neu gebildeten Landkreis Miltenberg.

### Faulbacher Kerb
In Faulbach gibt es eine der ältesten Kerben (Kirchweih) der Region. Belegbar seit 1870, wahrscheinlich aber um einiges älter, wird einmal im Jahr Anfang September die Kirchweih im Dorf gefeiert. Die Junggesellen des Dorfes stellen nach den fränkischen Traditionen zum Beispiel einen Kirchweihbaum auf.
Seit dem Jahr 2010 wird die Kirchweih vom dafür gegründeten Verein Faulbacher Kerb seit 1870 e. V. ausgerichtet und organisiert.

### Eingemeindungen
Im Zuge der Gebietsreform in Bayern wurde am 1. Januar 1976 die Gemeinde Breitenbrunn eingegliedert.

### Einwohnerentwicklung
- 1812: 789 Einwohner
- 1961: 2151 Einwohner[8]
- 1970: 2466 Einwohner[8]
- 1987: 2502 Einwohner
- 1991: 2678 Einwohner
- 1995: 2834 Einwohner
- 2000: 2795 Einwohner
- 2005: 2769 Einwohner
- 2010: 2693 Einwohner
- 2015: 2588 Einwohner
- 2016: 2576 Einwohner

Im Zeitraum 1988 bis 2018 stagnierte die Einwohnerzahl bei rund 2550 Einwohnern. Um 2000 zählte die Gemeinde gut 2800 Einwohner.
Quelle: BayLfStat

## Politik

### Bürgermeister
Erster Bürgermeister ist seit Mai 2014 Wolfgang Hörnig (SPD); dieser wurde am 15. März 2020 mit 88,0 % der Stimmen für weitere sechs Jahre gewählt.

### Gemeinderat
Dem Gemeinderat gehören 14 Personen an. Bei der Kommunalwahl 2020 ergab sich folgende Sitzverteilung (siehe Diagramm rechts):
- SPD/WG: 5
- CSU: 6
- IGF: 3

Gegenüber der vorausgehenden Amtszeit verlor die SPD/WG einen Sitz an die IGF. Die Wahlbeteiligung betrug 63,86 %.

### Wappen
| Wappen von Faulbach | Blasonierung: „Geteilt von Rot und Silber; oben ein sechsspeichiges goldenes Rad, unten über grünem Rasen ein blauer Schrägbach.“ |
| Wappen von Faulbach | Wappenbegründung: Das Wappen ist von einem Dorfgerichtssiegel aus dem Beginn des 17. Jahrhunderts abgeleitet. Faulbach kam 1484 durch Tausch vom Deutschherrenorden an den Kurstaat Mainz und blieb dort bis zum Ende des Alten Reichs 1803. Daran erinnern das sechsspeichige Rad, das so genannte Mainzer Rad, sowie die Farben Silber und Rot. Der Schrägbach und der Rasen stehen redend für den Ortsnamen. Dieses Wappen wird seit 1956 geführt. |

### Europawahl
An der Wahl beteiligten sich 60,66 % der Stimmberechtigten.
Bei der Europawahl errangen die CSU 41,85 %, die SPD 16,29 %, die Grünen 12,70 %, die AfD 8,95 %, die Freien Wähler 6,15 % und sonstige 14,08 %.

## Wirtschaft und Infrastruktur

### Wirtschaft einschließlich Land- und Forstwirtschaft
Im Jahr 2020 gab es nach amtlicher Statistik in der Gemeinde 930 sozialversicherungspflichtige Arbeitsplätze. Von der Wohnbevölkerung standen 1198 Personen in einem versicherungspflichtigen Beschäftigungsverhältnis. 26 Einwohner waren arbeitslos. 2020 gab es zehn landwirtschaftliche Betriebe.

### Verkehr

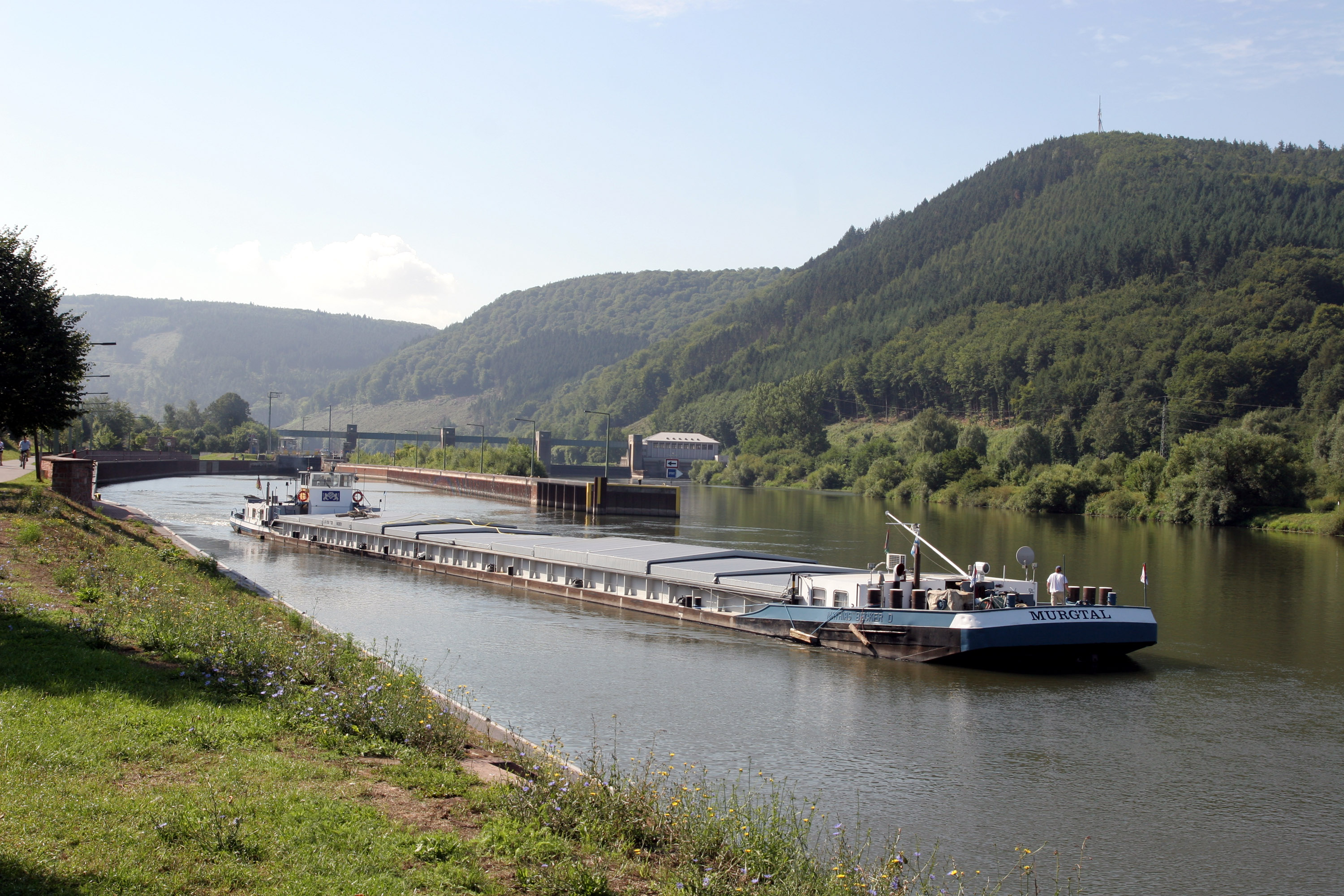
Die Schleuse Faulbach. Am linken Ufer liegt Faulbach.

In unmittelbarer Nähe des Ortes befindet sich bei Mainkilometer 147,1 die Schifffahrtsschleuse Faulbach. Diese hat eine Länge von 299,8 und eine Breite von 12,1 Metern. Die Fallhöhe beträgt 4,51 Meter.

### Bildung
Es gibt folgende Einrichtungen (Stand 2018):
- Eine Kindertageseinrichtung mit 99 genehmigten Plätzen und 103 Kindern
- Eine Grund- und Mittelschule mit 11 Klassen, 18 Lehrern und 231 Schülern

## Persönlichkeiten
- Wilhelm Störmer (* 1928 in Faulbach; † 2015), deutscher Historiker und Hochschullehrer